# Bickenalbe
La Bickenalbe (allemand : Bickenalb) est une rivière qui coule dans le pays de Bitche en Moselle, ainsi que dans les Länder de Sarre et de Rhénanie-Palatinat en Allemagne. C'est un affluent de la Horn et donc un sous-affluent du Rhin.

## Hydronymie
Le nom de ce ruisseau est cité pour la première fois dans un acte de 1196, dans lequel le comte Ferry fixe les frontières de sa seigneurie de Bitche. Il viendrait de l'allemand Alb, « rivière », et d'un nom de chef germanique, Bicko.

## Géographie
La Bickenalbe prend sa source au nord-ouest de la commune de Petit-Réderching. Elle coule vers le nord-ouest et traverse les communes de Bettviller, Rimling et Erching avant de rejoindre la frontière franco-allemande. Une fois la frontière passée, elle entre dans l'arrondissement de Sarre-Palatinat et se dirige vers Deux-Ponts en passant par Peppenkum, Altheim, Mittelbach et Ixheim. Elle rejoint ensuite la Horn, qui se jette deux kilomètres plus loin dans le Schwarzbach,.

## Communes traversées
- en France[4],[6] : Petit-Réderching, Bettviller, Rimling et Erching ;
- en Allemagne[5] : Gersheim, Blieskastel et Deux-Ponts.

## Affluents
- Marxbach
- Ruisseau de la Dorfwiese[6]
- Ruisseau de la Pommerwiese
- Kesselbach[1]
- Linschelbach
- Ehrelbach
- Sauerbach
- Kotbach
- Bommersbach d'Utweiler
- Bach aus dem Hochrechsklamm
- Herschbach
- Imbach
- Muehlbach de Medelsheim
- Simbach
- Becherbach
- Rohrbach de Pinningen[4]
- Bruehlbach d'Altheim
- Russtalbach
- Wallenbach
- Schreckelbach
- Sueßenbach
- Hengstbach
- Rechentalerbach
- Langentalbach[5]